# フットルース 夢に向かって
『フットルース 夢に向かって』(Footloose) は、2011年のアメリカのダンス映画。1984年の映画『フットルース』のリメイクであり、クレイグ・ブリュワーが監督し、ケニー・ウォーモールド、ジュリアン・ハフ、アンディ・マクダウェル、デニス・クエイドが主演した。撮影は2010年9月から11月にかけてジョージア州で行われた。

## ストーリー
ボストンに住む都会的な少年レン・マコーマックは、母を白血病で亡くし、ジョージア州の小さな保守的な町ボーモントでおじとおばとともに暮らすことになり、町のダンスやロック音楽に対する厳しい抑圧に反抗していく。

## キャスト
| 役名                     | 俳優                           | 日本語吹替 |
| ------------------------ | ------------------------------ | ---------- |
| レン・マコーマック       | ケニー・ウォーモールド         | 杉山紀彰   |
| アリエル・ムーア         | ジュリアン・ハフ               | 白石涼子   |
| ショー・ムーア牧師       | デニス・クエイド               | 仲野裕     |
| ヴァイ・ムーア           | アンディ・マクダウェル         | 野沢由香里 |
| ウィラード・ヒューイット | マイルズ・テラー               | 逢坂力     |
| チャック・クランストン   | パトリック・ジョン・フルーガー | 坂巻学     |
| ウェス・ウォーニッカー   | レイ・マッキノン               | 浦山迅     |
| ロジャー・ダンバー校長   | ブレット・ライス               | 木村雅史   |

- その他の日本語吹き替え：宮下典子／高橋英則／高桑満／うえだ星子／渡辺育子／加藤拓二／佐々木啓夫／吉田聖子／木島隆一／水野マリコ／松本忍／中西としはる

## 製作

### 企画
2008年10月、ケニー・オルテガが監督を務めることが発表されたが、約1年後、パラマウントとの見解の相違や予算面から企画を降板した。ピーター・ソレットもまた脚本の執筆のために雇われた。ディラン・セラーズ、ニール・メロン、クレイグ・ゼイダンがプロデューサーを務めた。ゼイダンはオリジナルの『フットルース』も製作している。2010年、クロフォードとオルテガの降板後、クレイグ・ブリュワーが脚本の書き直しを始め、監督にも就任した。オリジナル版の脚本家ディーン・ピッチフォードも脚本を共同執筆した。

### 配役
2007年7月、ザック・エフロンがレン・マコーマック役に充てられたが、2009年3月に降板した。2か月後、チェイス・クロフォードが後任になると報じられたが、スケジュールの都合により実現しなかった。マコーマック役はトーマス・デッカーが最有力候補と伝られたが、2010年6月22日、『エンターテインメント・ウィークリー』によってケニー・ウォーモールドが務めることが判明した。
『ダンシング・ウィズ・ザ・スターズ』に出演した元社交ダンスのプロ、ジュリアン・ハフがアリエル、デニス・クエイドがショー・ムーア牧師、マイルズ・テラーがウィラードを務める。2010年8月24日、アンディ・マクダウェルがクエイドの妻としてキャストに参加した。ケヴィン・ベーコンはハワード・スターン・ショーのインタビューで、カメオ出演の依頼を受けたが断ったことを語った。

### 撮影
オリジナル版ではユタ州の架空の町が舞台であったが、リメイクの舞台はジョージア州の架空の町である。本作は2,500万ドルの予算で、ジョージア州で撮影された。主要撮影は2010年9月にアトランタ大都市圏周辺で始まり、11月に撮了した。法廷シーンは9月17日、20日、21日にコビントンのニュートン郡の歴史ある裁判所で行われた。10月1日にはセノアで撮影が行われた。
10月下旬にはフランクリンのチャタフーチー川の橋でチキンゲームの撮影が行われた。

## サウンドトラック
映画のサウンドトラックは2011年9月27日、アトランティック・レコードとワーナー・ミュージック・ナッシュビルからリリースされた。全14曲のうち、4曲が旧作のサウンドトラックのリメイクである。ケニー・ロギンスの「フットルース」はブレイク・シェルトンによってカバーされた。

### 曲目
| #         | タイトル                                     | 作詞・作曲                                                                                                   | アーティスト                                              | 時間  |
| --------- | -------------------------------------------- | --- | --------------------------------------------------------- | ----- |
| 1.        | 「フットルース」                             | ケニー・ロギンス ディーン・ピッチフォード                                                                    | ブレイク・シェルトン                                      | 3:39  |
| 2.        | 「Where The River Goes」                     | ザック・ブラウン ワイアット・デュレット ドリュー・ピアソン アン・プレヴン                                    | ザック・ブラウン                                          | 3:39  |
| 3.        | 「Little Lovin'」                            | エリザベス・マリアス アンジェロ・ペトラグリア                                                                | リッシー                                                  | 4:30  |
| 4.        | 「ヒーロー」                                 | ディーン・ピッチフォード ジム・スタインマン                                                                  | エラ・メイ・ボーエン                                      | 5:21  |
| 5.        | 「レッツ・ヒア・イット・フォー・ザ・ボーイ」 | ディーン・ピッチフォード トム・スノウ                                                                        | ジェーナ・クレイマー                                      | 4:10  |
| 6.        | 「So Sorry Mama」                            | ホイットニー・ダンカン ゴーディー・サンプソン ジョン・シャンクス                                             | ホイットニー・ダンカン                                    | 3:43  |
| 7.        | 「Fake I.D.」                                | ジョン・リッチ ジョン・シェイクス                                                                            | ビッグ & リッチ featuring グレッチェン・ウィルソン        | 3:21  |
| 8.        | 「パラダイス〜愛のテーマ」                   | エリック・カルメン ディーン・ピッチフォード                                                                  | ヴィクトリア・ジャスティス ハンター・ヘイズ               | 3:37  |
| 9.        | 「Walkin' Blues」                            | R・L・バーンサイド                                                                                           | シーロー・グリーン featuring ケニー・ウェイン・シェパード | 3:48  |
| 10.       | 「Magic in My Home」                         | ジェイソン・フリーマン                                                                                       | ジェイソン・フリーマン                                    | 3:13  |
| 11.       | 「Suicide Eyes」                             | マイケル・ホビー ジャレン・ジョンストン ウィリアム・サッチャー                                               | A Thousand Horses                                         | 3:00  |
| 12.       | 「Dance the Night Away」                     | ラヴェル・クランプ クリストファー・グッドマン ディーン・ピッチフォード ラシダ・スタフォード ビル・ウルファー | デヴィッド・バナー                                        | 4:13  |
| 合計時間: | 合計時間:                                    | 合計時間: | 合計時間:                                                 | 44:14 |

### チャート成績
| チャート (2011)              | 最高 順位 |
| ---------------------------- | --------- |
| Billboard 200                | 14        |
| Billboard カントリーアルバム | 4         |
| Billboard サウンドトラック   | 1         |

## 公開
映画は当初2011年4月1日の公開が予定されていたが、2011年10月14日に延期された。

## 評価
Rotten Tomatoesによると、151件のレビューのうち71%が本作に好意的な評価を下した。Metacriticは35個の批評を基に58/100という評価の加重平均値を示している。